# Aristocreón
Aristocreón (en griego antiguo, Ἀριστοκρέων) fue un filósofo estoico griego, sobrino y discípulo de Crisipo de Solos, que vivió hacia fines del siglo III a. C. e inicios del siglo II a. C.. Apreciado por su tío, quien se encargó de su educación, le dedicó una decena de obras. Tras la muerte de este, Aristocreón se convirtió en guardián de su memoria. Por otra parte, el conocimiento que la crítica moderna tiene de Aristocreón se complementa con el descubrimiento de dos decretos atenienses que le rendían honores. Así, se bosqueja la figura de un hombre tan dedicado a su ciudad de Atenas como a la memoria de su tío.

## Vida y Educación
La información más antigua que se posee sobre la vida de Aristocreón es proveída por Diógenes Laercio: "habiendo hecho venir a los hijos de su hermana, Aristocreón y Filocrates, Crisipo los educó". En la medida que el relato otorgado por Diógenes Laercio sea correcto cronológicamente, se podría estimar que este período de formación tuvo lugar antes de la muerte de Cleantes, es decir, antes de 233-232 a. C.. Llegado el caso, Aristocreón habría nacido un poco antes de 250 a. C..
Orígenes y relaciones genealógicas
|            |            |            |            |             |             | Apollonio   | Apollonio   | Apollonio   | Apollonio   | Apollonio | Apollonio |                     |                     |                     |                     |                     |                     | Esposa desconocida | Esposa desconocida | Esposa desconocida | Esposa desconocida | Esposa desconocida | Esposa desconocida |                  |                  |
|            |            |            |            |             |             | Apollonio   | Apollonio   | Apollonio   | Apollonio   | Apollonio | Apollonio |                     |                     |                     |                     |                     |                     | Esposa desconocida | Esposa desconocida | Esposa desconocida | Esposa desconocida | Esposa desconocida | Esposa desconocida |                  |                  |
|            |            |            |            |             |             |             |             |             |             |           |           |                     |                     |                     |                     |                     |                     |                    |                    |                    |                    |                    |                    |                  |                  |
|            |            |            |            |             |             |             |             |             |             |           |           |                     |                     |                     |                     |                     |                     |                    |                    |                    |                    |                    |                    |                  |                  |
|            |            |            |            | Nausícrates | Nausícrates | Nausícrates | Nausícrates | Nausícrates | Nausícrates |           |           | Hermana desconocida | Hermana desconocida | Hermana desconocida | Hermana desconocida | Hermana desconocida | Hermana desconocida |                    |                    | Crisipo de Solos   | Crisipo de Solos   | Crisipo de Solos   | Crisipo de Solos   | Crisipo de Solos | Crisipo de Solos |
|            |            |            |            | Nausícrates | Nausícrates | Nausícrates | Nausícrates | Nausícrates | Nausícrates |           |           | Hermana desconocida | Hermana desconocida | Hermana desconocida | Hermana desconocida | Hermana desconocida | Hermana desconocida |                    |                    | Crisipo de Solos   | Crisipo de Solos   | Crisipo de Solos   | Crisipo de Solos   | Crisipo de Solos | Crisipo de Solos |
|            |            |            |            |             |             |             |             |             |             |           |           |                     |                     |                     |                     |                     |                     |                    |                    |                    |                    |                    |                    |                  |                  |
|            |            |            |            |             |             |             |             |             |             |           |           |                     |                     |                     |                     |                     |                     |                    |                    |                    |                    |                    |                    |                  |                  |
| Filócrates | Filócrates | Filócrates | Filócrates | Filócrates  | Filócrates  |             |             |             |             |           |           |                     |                     |                     |                     | Aristocreón         | Aristocreón         | Aristocreón        | Aristocreón        | Aristocreón        | Aristocreón        |                    |                    |                  |                  |

## El guardián de la memoria de Crisipo
Después de la muerte de Crisipo, Aristocreón erigió una estatua de bronce en su honor, en la cual hizo inscribir la siguiente copla

τὸν νέννον Χρύσιππον Ἀριστοκρέων ἀνέθηκε

τῶν Ἀκαδεμιακῶν στραγγαλίδων κοπίδα

«Aristocreón ha consagrado esta estatua de su tío Crisipo

quien gobernó nodos capciosos de los académicos.»

Es probable que, en honor a su tío, Aristocreón haya redactado una Tumba de Crisipo (Χρυσίππον ταφαί), si se cree a un papiro hallado en Herculano, extracto probablemente de una obra de Filodemo de Gadara. Según este papiro, esta tumba mencionaba a cierto Hilos de Solos, discípulo de Esfero, luego de Crisipo.

## El ciudadano

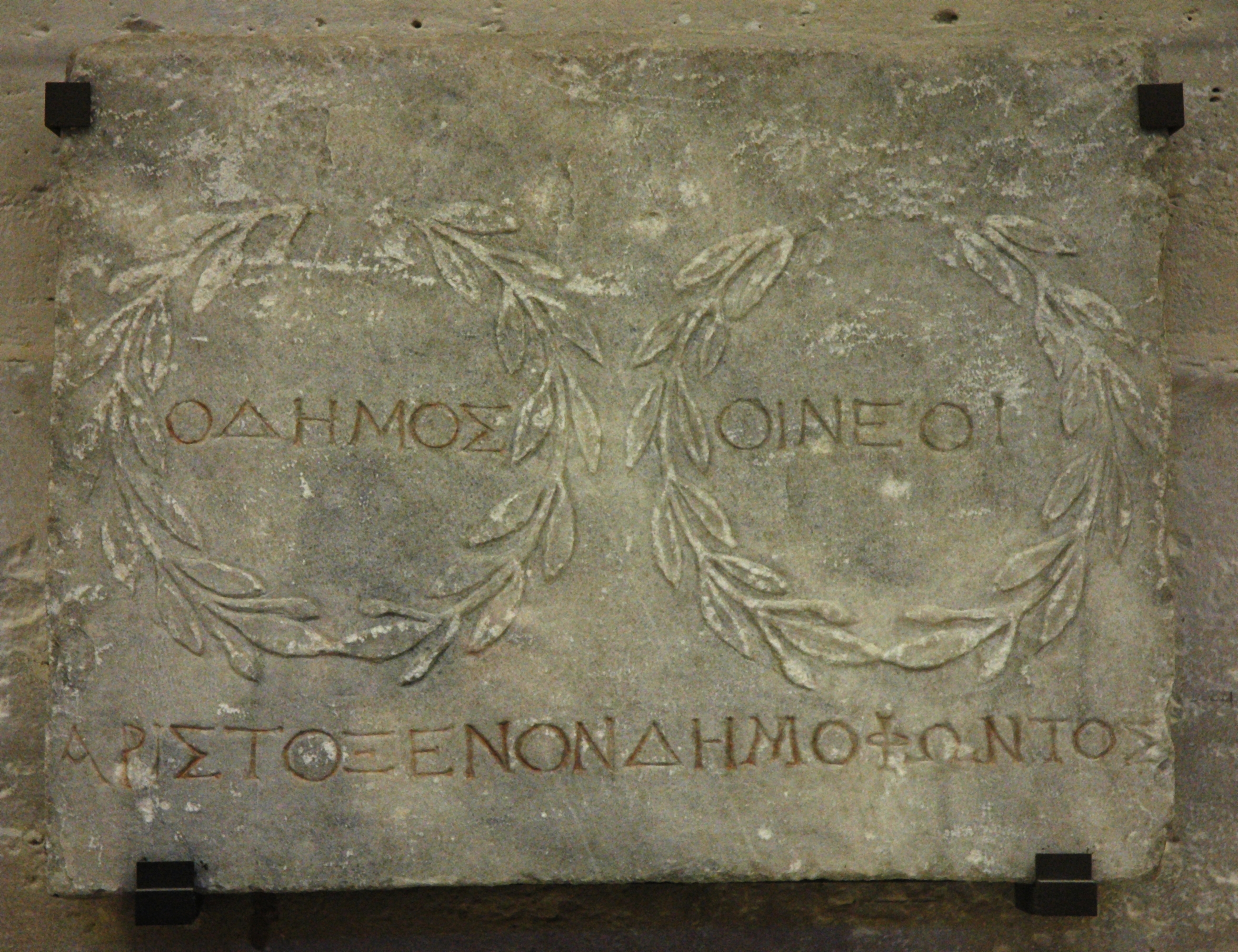
Inscripción ateniense honorífica del o II a. C., dedicada a Aristoxenos.

Dos decretos honoríficos de la ciudad de Atenas hacen mención a Aristocreón. La asimilación de este "Aristocreón" al sobrino de Crisipo es generalmente aceptada por la comunidad científica.
La primera inscripción, datada del período del arconte de Charicles (es decir, 196-195 a. C.), es fragmentaria. Honra a Aristocreón en vista de sus numerosos méritos: su voluntad de servir a los atenienses, sus acciones en favor de los atenienses ubicados en Antioquía y sus respeto a las instituciones de la ciudad.
La segunda inscripción, más completa, no está fechada; sin embargo, una mención al primer decreto indica que fue forzosamente posterior. La finalidad de este decreto es, en primer lugar, de otorgar la titularidad completa de Aristocreón: "hijo de Nausicrates, de S(oles) o de S(eleucia). El estado del decreto no permite establecer los orígenes posibles: Solos, según Wilhelm; Seleucia de Calycadnos, según Ingolt y Robert; Seleucia Pieria, según Köhler. 
Este último decreto destaca las buenas obras de Aristocreón: ha prestado dinero a la ciudad (en especial, en vista de la recuperación del Pireo y supo llevar bien una embajada con Soli (o Seleucia). En consecuencia, la ciudad de Atenas ha otorgado a Aristocreón los siguientes honores: un elogio, una corona de laurel, una estela de mármol instalada sobre la acrópolis donde sería grabado el decreto, un estatuto de proxeno, así como el derecho de adquirir una habitación de un valor máximo de medio talento y un lote de tierra de un valor máximo de dos talentos.
De estos dos decretos, se puede extrapolar dos conjeturas: Aristocreón no carecía de prestigio (en particular, para llevar embajadas) y debía ser bastante rico, para mostrarse así de generoso.